# Banh
Banh è un dipartimento del Burkina Faso classificato come comune, situato nella provincia di Loroum, facente parte della Regione del Nord.
Il dipartimento si compone del capoluogo e di altri 28 villaggi: Amné-Rimaïbé, Aurel-Baliguel, Bani, Banwèla, Barra, Boroni, Boudoumouma, Bouressa, Delga, Djem, Djiengué, Kaïdaré, Kielnordy, Koma-Lembre, Lossa-Foulbé, Lossa–Mossi, Madougou, Mihity, Mondé–Bani, Namagué, Niongono, Nongodoum, Pétalnelbé, Ségué–Foulgo, Ségué–Mossi, Séno–Diao, Tiabwal e Zaye.